# 敘利亞國
敘利亞國（阿拉伯语：‎）是法屬敘利亞及黎巴嫩託管地內的一個政權，成立於1925年1月1日，由阿勒頗邦和大馬士革邦合併而來。敘利亞國是敘利亞聯邦的繼承者。雖然敘利亞國有一定程度的自治权，但法国方面依然可以干預其內政。1930年5月14日，新成立的叙利亚共和国取代了叙利亚国。